# Порядок наследования греческого престола

Герб бывшей греческой королевской династии

1 июня 1973 года военная хунта в Греции упразднила монархию. 8 декабря следующего 1974 года греческое население на референдуме проголосовало за ликвидацию монархии и создание республики. Последним королем Греции из династии Глюксбургов был Константин II (1940—2023), правивший в 1964—1973 годах. Его старший сын и наследник, принц Павел (род. 1967), носит титулы наследного принца Греции и герцога Спартанского.

## Наследственное право
В соответствии c Конституциями Греции 1864 и 1911 годов, королевский престол могут занимать мужские, затем женские потомки короля Георга I по первородству. В 1952 году после принятия новой конституции порядок наследования престола был уточнен. Корона должна наследоваться потомками правящего монарха в порядке первородства. Предпочтение отдавалось сыновьям короля (и их потомкам, в соответствующем порядке), а затем дочерям короля (и их потомкам, в соответствующем порядке).

## Порядок наследования в настоящее время
- Павел I (1901—1964)
  -  Константин II (1940—2023)
    - Принц Павел Греческий (род. 1967)
      - (1) Принц Константин-Алексиос (род. 1998)
      - (2) Принц Ахилес-Андреас (род. 2000)
      - (3) Принц Одиссеас-Кимон (род. 2004)
      - (4) Принц Аристидис-Ставрос (род. 2008)
      - (5) Принцесса Мария-Олимпия (род. 1996)

    - (6) Принц Николай (род. 1969)
    - (7) Принц Филипп (род. 1986)
    - (8) Принцесса Алексия (род. 1965)
      - (9) Карлос Моралес-Гречечкий (род. 2005)
      - (10) Ариетта Морaлес-Греческая (род. 2002)
      - (11) Анна-Мария Морaлес-Греческая (род. 2003)
      - (12) Амелия Морaлес-Греческая (род. 2007)

    - (13) Принцесса Феодора (род. 1983)

  - (14) Принцесса Ирена (род. 1942)

## Порядок наследования престола в июне 1973 года
- Павел I (1901—1964)
  -  Константин II (1940—2023)
    - (1) Павел (наследный принц Греческий) (род. 1967)
    - (2) Принц Николай (род. 1969)
    - (3) Принцесса Алексия (род. 1965)

  - (4) Принцесса Ирена (род. 1942)

### Согласно Конституциям 1864 и 1911 годов
- Принц Филипп (1921—2021), единственный сын принца Андрея и внук Георга I, отказался от своих претензий на греческий и датский престолы, а также другие греческие титулы 28 февраля 1947 года до своего брака с принцессой Елизаветой Виндзор (будущей королевой Великобритании Елизаветой II). После свадьбы получил титул герцога Эдинбургского от своего тестя, короля Великобритании Георга VI. В 1957 году его жена Елизавета пожаловала ему титул принца Великобритании.
- Принц Пётр (1908—1980), единственный сын принца Георга, графа Корфского, и внук Георга I, лишился своих прав на наследование престола, женившись на дважды разведённой русской эмигрантке Ирине Александровне Овчинниковой в 1939 году.

### Согласно Греческой конституции 1952 года
- Принцесса Софья (род. 1938), старшая сестра Константина II, отказалась от своих прав на греческий престол в 1962 году, когда она вышла замуж за инфанта Хуана Карлоса, принца Астурийского,[3] ни она, ни её наследники не находятся в линии наследования греческого престола.
- Принц Михаил (1939—2024), единственный сын принца Христофора, внук Георга I, отказался от своих прав на греческий престол после своего морганатического брака с художницей Мариной Кареллой.[4][5]